# Blood, Sweat & Tears Live
Blood, Sweat & Tears Live es el decimotercer álbum de la banda de jazz rock Blood, Sweat & Tears. Está grabado en directo y se publicó originalmente por Rhino Records, en formato CD, en 1994.
A pesar del acuerdo entre David Clayton-Thomas y Bobby Colomby, cerrado en 1980, sobre la no publicación de más discos a nombre de la banda, la compañía Rhino Records consiguió editar en 1994 este disco, grabado en un concierto de la gira de presentación del disco Nuclear blues, concretamente el 12 de octubre de 1980. Se ha reeditado en 1996 y 2009.

## Temas
- 1. Intro      0:25
- 2. Agitato  (Cassidy) 6:19
- 3. Nuclear Blues  (Clayton-Thomas)  4:08
- 4. Manic Depression  (Hendrix)  4:45
- 5. God Bless the Child   (Herzog, Holiday)  2:57
- 6. Lucretia MacEvil  (Clayton-Thomas)  1:12
- 7. Hi-De-Ho (That Old Sweet Roll)  (Goffin, King)  5:33
- 8. And When I Die  (Nyro)  1:36
- 9. Spinning Wheel  (Clayton-Thomas)  1:12
- 10.You've Made Me So Very Happy  (Gordy, Holloway, Holloway )  2:35
- 11.Spanish Wine Suite: Introduction- La Cantina  (Piltch)  2:31
- 12.Spanish Wine Suite: Spanish Wine  (Cassidy)  1:03
- 13.Spanish Wine Suite: Latin Fire  (Cassidy, Dorge, Economou, Martinez, Piltch, Seymour)  3:32
- 14.Spanish Wine Suite: Spanish Wine  (Cassidy)  0:15
- 15.Spanish Wine Suite: The Duel  (Cassidy, Dorge, Economou, Martinez, Piltch, Seymour)  0:20
- 16.Spanish Wine Suite: The Challenge  (Cassidy, Dorge, Economou, Martinez, Piltch, Seymour)  0:50
- 17.Spanish Wine Suite: Amor  (Cassidy, Dorge, Economou, Martinez, Piltch, Seymour) 1:24
- 18.Spanish Wine Suite: Spanish Wine  (Cassidy)  1:04
- 19.I'll Drown in My Own Tears  (Glover)  10:18
- 20.Gimme That Wine  (Hendricks)  11:30
- 21.Trouble in Mind/Shake a Hand  (Jones, Morris)  6:38

## Músicos
- David Clayton-Thomas - cantante
- Bruce Cassidy - trompeta y fliscorno.
- Earl Seymour - saxo tenor, saxo barítono y flauta.
- Vernon Dorge - saxo soprano, saxo alto y flauta.
- Richard Martínez - piano, órgano Hammond, Fender Rhodes, sintetizadores.
- Robert Piltch - guitarras
- David Piltch - bajo
- Bobby Economou - batería